# Adrienne Kroell
Adrienne Kroell (13 de diciembre de 1892 - 2 de octubre de 1949) fue una actriz estadounidense. Apareció en más de 75 a 90 películas entre 1909 y 1914.
Nació en Chicago, Illinois. Más tarde se mudó a San Luis, Misuri, y asistió a Yeatman High School.
Kroell empezó a actuar en el teatro de San Luis en 1906 después de haber ganado un concurso de belleza allí. Apareció por primera vez en una película en 1909 e hizo apariciones en películas realizadas principalmente por Selig Polyscope Company hasta 1914. Su primera aparición fue en The Cowboy Millionaire, que fue protagonizada por Tom Mix.[cita requerida] Se retiró en 1917 después de haber desarrollado artritis.
El 2 de octubre de 1949, Kroell murió en Sturgis Convelescent Home en Evanston, Illinois, tras haber tenido complicaciones con la artritis y fue enterrada en el Rosehill Cemetery en Chicago.

## Filmografía
- The Cowboy Millionaire (1909)
- The Adventuress (1910)
- A Touching Affair (1910)
- The Rummage Sale (1910)
- Her Husband's Deception (1910)
- Girlies (1910)
- His First Long Trousers (1911)
- Montana Anna (1911)
- The Two Orphans (1911)
- The Harem Skirt (1911)
- Maud Muller (1911)
- The Inner Mind (1911)
- A Summer Adventure (1911)
- Brown of Harvard (1911) - Marion Thorne, hermana de Gerald
- Paid Back (1911)
- How They Stopped the Run on the Bank (1911)
- Strategy (1911)
- Cinderella (1912)
- The Adopted Son (1912)
- The Hypnotic Detective (1912)
- An Unexpected Fortune (1912)
- A Citizen in the Making (1912)
- The Horseshoe (1912)
- In Little Italy (1912)
- Murray the Masher (1912)
- According to Law (1912)
- A Mail Order Hypnotist (1912) - May Johnson
- The Law of the North (1912)
- The Miller of Burgundy (1912) - Louise Meunier
- The Laird's Daughter (1912) - Airleen MacGregor
- Subterfuge (1912) - Ethel Gordon
- The Voice of Warning (1912) - Mrs. Martin
- A Man Among Men (1912) - Millie Smith
- The Fire Fighter's Love (1912)
- Prompted by Jealousy (1913) - Laura Venning
- The Clue (1913)
- The Empty Studio (1913)
- The Millionaire Cowboy (1913)
- Don't Let Mother Know (1913) - Irma Baird
- The Pink Opera Cloak (1913) - Ella Markham
- Nobody's Boy (1913) - Bobby
- The Food Chopper War (1913) - Catherine Moore
- A Lucky Mistake (1913)
- A Change of Administration (1913) - Iñez (escrito como Inez)
- Tommy's Atonement (1913) - Mrs. Hale
- The Ex-Convict's Plunge (1913) - Helen Rugly
- The Adventures Around a Watch (1913)
- Papa's Dream (1913)
- Around Battle Tree (1913)
- Our Neighbors (1913)
- Henrietta's Hair (1913)
- Through Another Man's Eye (1913)
- The Fate of Elizabeth (1913)
- The Golden Cloud (1913)
- The Fifth String (1913)
- The Price of the Free
- A Modern Vendetta (1914)
- A Soldier of the C.S.A. (1914)
- Suppressed News (1914)
- The Bond of Love (1914)
- A Page from Yesterday (1914)
- Her Ladyship (1914)
- In Spite of the Evidence (1914)
- The Pirates of Peacock Alley (1914)
- The Royal Box (1914)
- A Part of Stockings
- The Estrangement (1914)
- The Doctor's Mistake
- The Girl at His Side
- The Lure of the Ladies (1914)
- Love vs. Pride
- Pioneer Days
- Toll of Sin